# Velebi
Velebi (en georgiano: ველები; en ruso: Велеби) o Fazykau (en osetio: Фæзыхъæу; en ruso: Фазикау) es una aldea que pertenece a la parcialmente reconocida República de Osetia del Sur, parte del distrito de Znaur, aunque de iure pertenece al municipio de Tighvi de la región de Iberia Interior de Georgia.

## Toponimia
La aldea también se conoce con el nombre de Veleebi (en georgiano: ველეები).

## Geografía
Velebi se encuentra a orillas del río Froni Oriental, a 9 kilómetros de Tigva. 

## Historia
La aldea estuvo incluida en el distrito de Znaur hasta 1991. Desde entonces pasó a estar incluido en el municipio de Kareli y posteriormente, en el municipio de Tighvi, aunque Georgia perdió su control en la guerra de Osetia del Sur (1991-1992).

## Demografía
La evolución demográfica de Velebi entre 1916 y 2015 fue la siguiente:
| 133                                                      | 279 | 185 | 104 |
| (Fuente: Population of South Ossetia since Soviet times) |     |     |     |

Según el censo soviético de 1959, la mayoría de la población local eran osetios. En los distintos censos, la composición étnica de la aldea era la siguiente:
|              | 1916      | 1916       | 1989      | 1989       |
| Grupo étnico | Población | Porcentaje | Población | Porcentaje |
| ------------ | --------- | ---------- | --------- | ---------- |
| Georgianos   | 0         | 0%         | 0         | 0%         |
| Osetios      | 133       | 100%       | 185       | 100%       |
| Total        | 133       | 100%       | 185       | 100%       |